# خورشیدگرفتگی ۱۳ سپتامبر ۲۰۸۰
خورشیدگرفتگی ۱۳ سپتامبر ۲۰۸۰ (به انگلیسی: Solar eclipse of September 13, 2080) یک خورشیدگرفتگی از نوع خورشیدگرفتگی جزئی است. این خورشیدگرفتگی در تاریخ ۱۳ سپتامبر ۲۰۸۰ میلادی (‎۲۳ شهریور ۱۴۵۹ خورشیدی) روی خواهد داد که زمان اوج آن، ساعت ۱۶:۳۸:۰۹ به‌وقت ساعت هماهنگ جهانی است.